# كهف إينشكي
كهف إينشكي هو كهف يقع بالقرب من قرية إينشكي في شمال شرق محافظة دهوك، يعتبر من أكبر كهوف العراق، ويوجد في داخله عين ماء ويعتبر مقصد للسياحة والاصطياف.
يقع كهف اينشكي شمال شرق مدينة دهوك بين مصيفي سرسنك و سولاف و يبعد 9 كم عن مصيف سولاف. شُيد كازينو ومطعم جميل داخل الكهف لراحة السياح. ويوجد على مقربة من الكهف  شلال جميل وشيّدت أماكن للراحة في الجهة المقابلة له. استخدم في السابق كمعبد زرادشتي وثم كنس لليهود وثم ككنيسة.